# Barclaya
Barclaya, manji rod vodenog bilja iz porodice lopočevki raširen po Malajskom poluotoku, Borneu, Sumatri, Andamanima, Tajlandu, Laosu, Vijetnamu, Singapuru. Pripadaju mu sedam vrsta.
Rod je nekada bio uključivan u vlastitu porodicu Barclayaceae, danas je to sinonim za Nymphaeaceae.

## Vrste
1. Barclaya kunstleri (King) Ridl.
2. Barclaya longifolia Wall.
3. Barclaya motleyi Hook. fil.
4. Barclaya panchorensis Komala
5. Barclaya rotundifolia M. Hotta
6. Barclaya rugosa Sofiman Othman & N. Jacobsen
7. Barclaya wellyi Wongso, Ipor & N. Jacobsen